# Hermann Gross (Beamter)

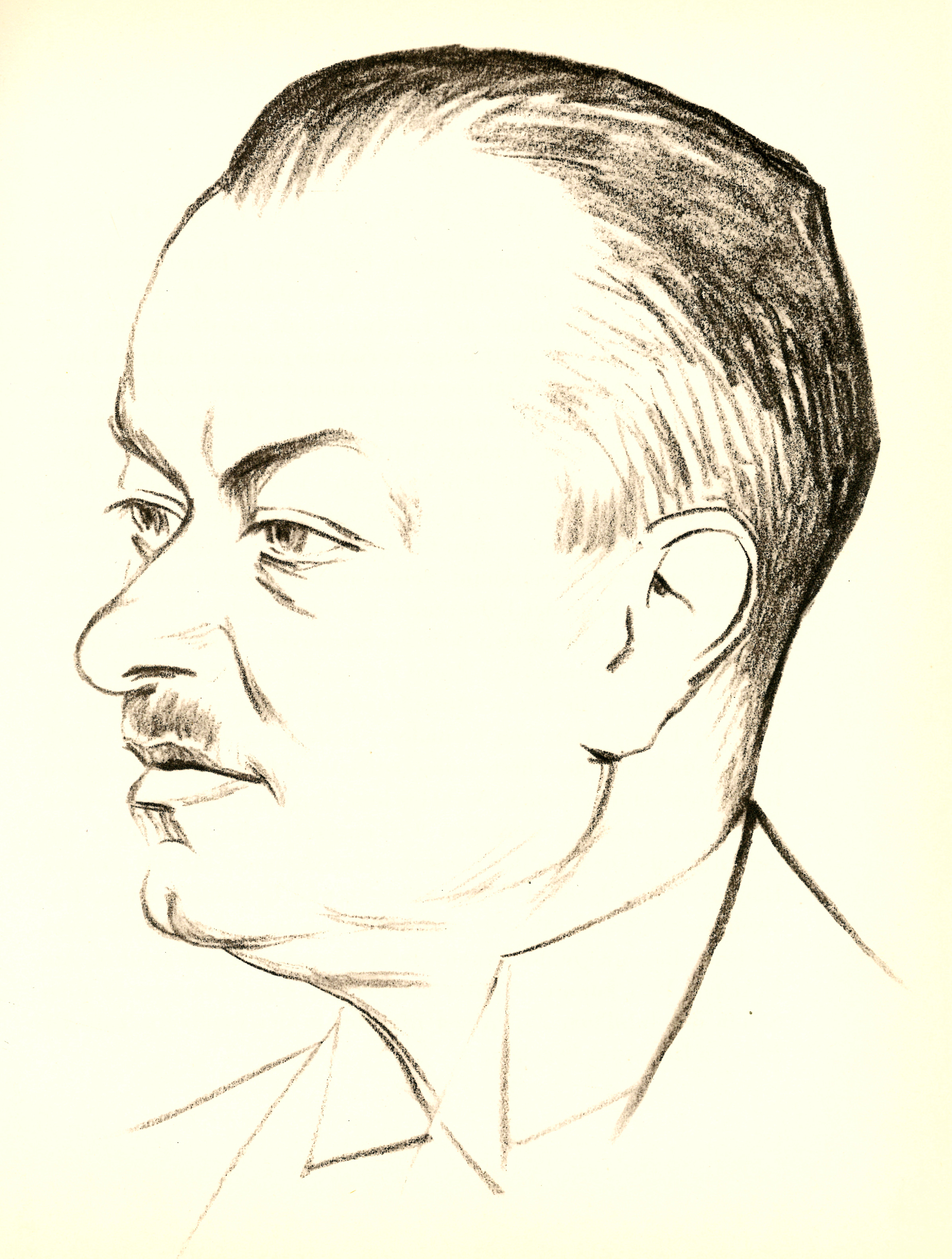
„Ökonomierat Gross“;
Zeichnung von August Heitmüller, um 1929

Hermann Gross (auch: Hermann Groß; * 18. Februar 1875 in Diez; † 1929 oder später) war ein deutscher Beamter, Ökonomierat und Präsident der Landwirtschaftskammer für die Provinz Hannover.

## Leben
Hermann Gross entstammte mütterlicherseits einem alten fränkischen Bauern-Geschlecht und wurde während der Gründerzeit des Deutschen Kaiserreichs in Diez an der Lahn geboren. Nach vielen Jahren bäuerlicher Praxis und einem Studium der Landwirtschaft widmete er sich von Anfang an der landwirtschaftlichen Verwaltung, arbeitete mehrere Jahre als Volontär sowie als Assistent und folgte anschließend einer Berufung nach Ostfriesland in die Stadt Norden, wo er – noch immer junger Mann – den Posten als Generalsekretär des örtlichen landwirtschaftlichen Hauptvereins übernahm. In die seinerzeit „[...] wirtschaftlich nicht leichten Verhältnisse“ des damals als „eigenartig“ beschriebenen Landes fand er sich rasch ein und erhielt nach organisatorischen Erfolgen den Titel eines Königlichen Ökonomierates verliehen.
Von Norden aus wirkte Gross unablässig mit bei der ostfriesischen Tierzucht, insbesondere in der „[...] im Verein Ostfriesischer Stammviehzüchter zusammengeschlossenen Zucht des schwarz-weißen Niederungsviehs“, die in den 1920er Jahren führend in Deutschland war.
Zwar verließ Hermann Gross bereits 1924 Ostfriesland nach Hannover aufgrund seiner Berufung als Direktor der Landwirtschaftskammer der Provinz Hannover als Nachfolger von Peter Johannssen. Doch noch 1926 ehrten ihn die Stände des Fürstentums Ostfriesland mit der Verleihung der „Ostfriesischen Indigenatsrechte“.
Am 1. August 1927 feierte der höchste Beamte in der hannoverschen Landwirtschaft, dessen Charaktereigenschaften mit „[...] Pflichtbewußtsein und Unermüdlichkeit, Unverdrossenheit und zähe Arbeitskraft“ umrissen wurden, sein 25-jähriges Dienstjubiläum.

## Schriften
- Hermann Groß: Das ostfriesische Rind (=  Monographien landwirtschaftlicher Nutztiere, hrsg. von der Redaktion und dem Verlag der Deutschen landwirtschaftlichen Tierzucht, Bd. 5), in Frakturschrift mit zahlreichen Illustrationen und 8 Tafeln, Hannover: Schaper, 1904
  - ebenso Leipzig: Schmidt, 1905